# ترواس (رود)
ترواس (به استونیایی: Tarvasjõgi) نام رودی است که در شمال شرقی استونی قرار دارد. این رود همچنین جزء حوضه آبی رود ختاخله به‌شمار می‌رود. رود ترواس هم چنین با نام رود لذت نیز شناخته می‌شود. این رود از ۱۰ کیلومتری شهر آمبلا شروع و به شاخه سمت راست رود جانی سرازیر می‌شود. رود ترواس ۲۴ کیلومتر طول و ۶۷٫۳ کیلومتر مربع حوضه آبریز دارد.